# محله بغل
محله بغل، روستایی از دهستان سخوید از توابع بخش نیر شهرستان تفت در استان یزد ایران است.و بدلیل موقعیّت بکر این روستا در دامنه کوه بنام محله بغل شهرت یافته نام قدیم این روستا طبق موجود در اسناد قدیمی محله شیرنک نام دختر مربوط به قبل از ظهور اسلام که این روستا زرتشتی نشین بوده و محل توقف کاروان های عبوری بوده که متأسفانه آثار قدیمی مغازه ودیگر تخریب و از بین رفته است

## جمعیت
این روستا در دهستان سخوید قرار دارد و براساس سرشماری مرکز آمار ایران در سال ۱۳۸۵، جمعیت آن ۶۴ نفر (۲۱خانوار) بوده‌است.